# Affaire Agusta-Dassault

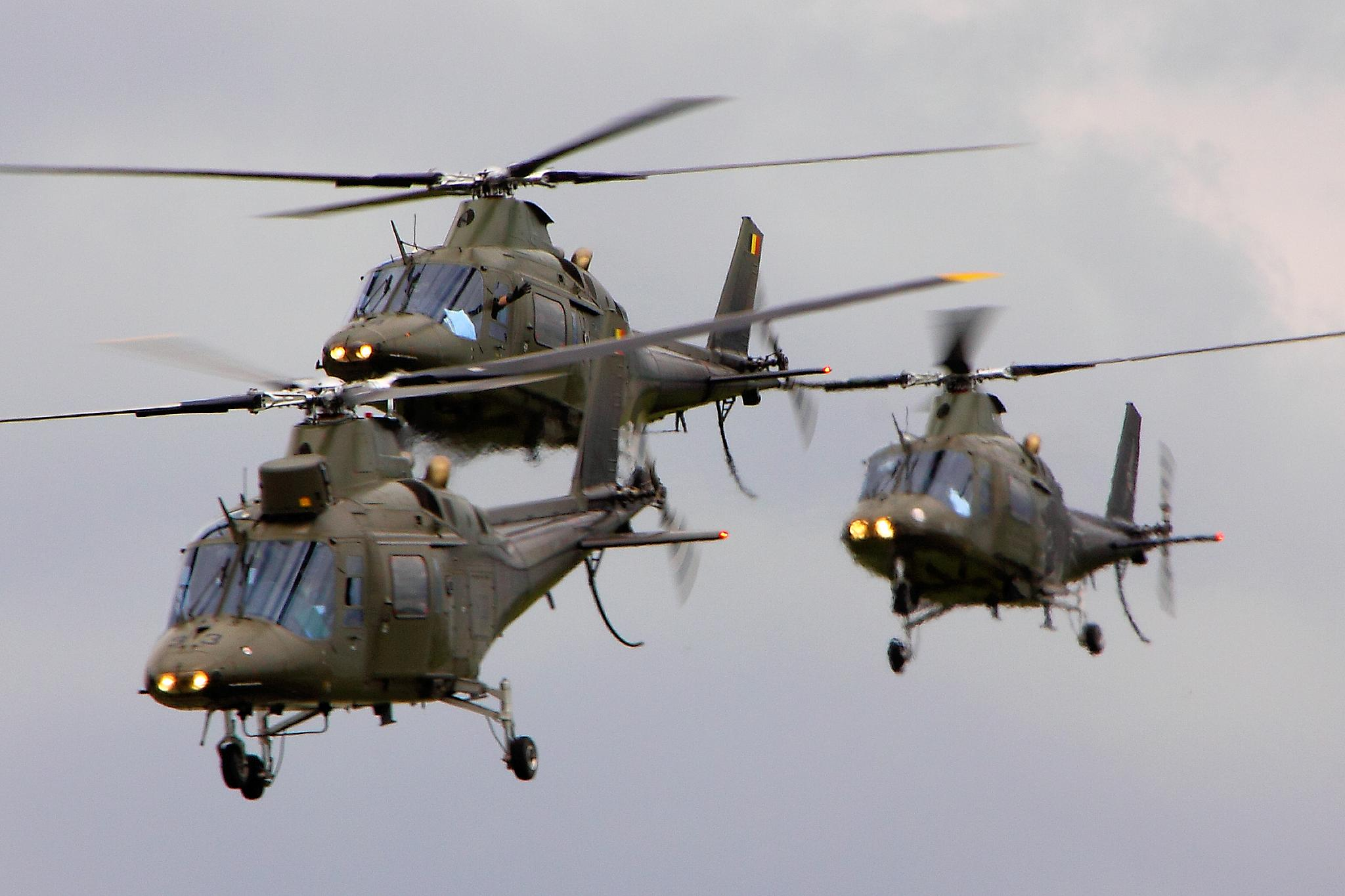
Les Agusta A.109 faisant objet de l'affaire ici en vol en 2012.

L'affaire Agusta, ou affaire Agusta-Dassault, est une affaire judiciaire de corruption liée à l'achat par la défense belge d'hélicoptères de combat Agusta A.109 en 1988, ainsi qu'à un contrat de modernisation électronique des avions de combat F-16 de l'armée de l'air belge par la société Électronique Serge Dassault, en 1989.

## Histoire
L'affaire a été mise au jour par la cellule d'enquête qui enquêtait sur l'assassinat d'André Cools, à la suite d'une perquisition menée le 13 janvier 1993 au siège belge du groupe italien Agusta et chez son lobbyiste officiel, Georges Cywie.
Elle entraîne la démission de plusieurs responsables politiques importants.
En janvier 1994, le Sénat belge vote une levée partielle de l'immunité parlementaire de Guy Spitaels (PS) et de Guy Mathot (PS), alors ministres régionaux, à la suite d'un rapport de la juge d'instruction Véronique Ancia. C'est le moment où l'affaire éclate au grand public.
L'enquête révèle qu'en plus des hélicoptères Agusta (18 appareils de reconnaissance et 28 appareils anti-char), le marché de la modernisation des F-16 a été touché par des problèmes de corruption liés au parti socialiste francophone.
Frank Vandenbroucke (SP), ministre belge des Affaires étrangères, devra démissionner en mars 1995.
Willy Claes (SP), nommé entre-temps secrétaire général de l'OTAN, démissionnera le 20 octobre 1995.
Guy Coëme (PS), ministre de la Défense au moment des faits et vice-premier ministre en 1994, sera également mis en cause et devra démissionner en avril 1996.

## Traitement judiciaire

### Cour de cassation
La Cour de Cassation est compétente pour connaître des affaires impliquant des ministres. Éliane Liekendael, procureure générale de la Cour de Cassation, rend son jugement le 23 décembre 1998,,.
La cour prononce de nombreuses condamnations, comportant une interdiction d'exercice d'une fonction publique :
- Willy Claes (volets Agusta et Dassault) à trois ans de prison avec sursis, 60 000 F d'amende et cinq ans d'interdiction d'exercice d'une fonction publique ;
- Guy Coëme à deux ans de prison avec sursis, 60 000 F d'amende et à cinq ans d'interdiction d'une fonction publique ;
- Guy Spitaels à deux ans de prison avec sursis et à cinq ans d'interdiction d'une fonction publique ;
- Alfons Puelinckx à deux ans de prison avec sursis pour ce qui excède la détention préventive, 60 000 F d'amende et à cinq ans d'interdiction d'une fonction publique ;
- Luc Wallyn à deux ans de prison avec sursis pour ce qui excède la détention préventive, 60 000 F d'amende et à cinq ans d'interdiction d'une fonction publique ;
- Merry Hermanus à 18 mois de prison avec sursis pour ce qui excède la détention préventive, 60 000 F d'amende et à cinq ans d'interdiction d'une fonction publique ;
- Johan Delanghe à un an de prison avec sursis pour ce qui excède la détention préventive, 30 000 F d'amende et à cinq ans d'interdiction d'une fonction publique ;
- l'industriel français Serge Dassault, également mis en cause dans cette affaire, à deux ans de prison avec sursis et 60 000 F d'amende.

Seul Guy Mathot (PS) est relaxé. L'action publique est éteinte pour le patron d'Agusta, Rafaello Teti, décédé peu avant l'ouverture du procès.

### Cour européenne des droits de l'homme
En 1999, sept requêtes sont déposées devant la Cour européenne des droits de l'homme par sept des accusés, Willy Claes, Guy Coëme, Alfons Puelinckx, Luc Wallyn, Auguste Merry Hermanus, Johan Delanghe et Serge Dassault. La cour rend son arrêt le 2 juin 2005.
L'Article 6 de la Convention européenne des droits de l'homme offre des garanties en matière d'accès à la justice, garanties que les requérants estiment mises en défaut par la procédure d'exception suivie devant la Cour de cassation.
La constitution belge prévoit en effet dès sa version de 1830 des règles particulières pour la responsabilité pénale des ministres, octroyant une compétence à la Cour de cassation. Les requérants font valoir qu'en l'absence de loi réglant la procédure, loi pourtant explicitement prévue par la constitution, ils ne pouvaient connaître la procédure qui sera suivie par la cour. La Cour estime que cela n'a pas créé de préjudice chez les ministres, le ministère public étant à égalité sur cette incertitude, la procédure correctionnelle habituelle étant connue et pouvant être appliquée par analogie, et qu'enfin aucun droit concret n'a été violé dans la pratique. La cour estime donc qu'il n'y pas de violation de l'article 6 pour les ministres.
En revanche, la Cour note qu'aucune loi ne prévoit l'extension de la compétence de la Cour aux auteurs inculpés. Aussi, selon la Cour, les autres requérants non ministres ont été divertis du juge que prévoit la loi en étant également jugé directement par la Cour de cassation au lieu d'être déféré devant une juridiction de droit commun.
Cet arrêt est cohérent avec un arrêt rendu en cinq plus tôt dans le cadre de l'affaire Coëme, qui assied le principe que pour être compatible avec l'article 6 de la convention, un tribunal doit être établi par la loi.

## Connexion avec l'affaire Cools
Le 18 juillet 1991, un politicien, André Cools meurt dans le cadre d'un assassinat. Diverses hypothèses sont explorées pour les motivations de cet assassinat, dont l'affaire Agusta. L'enquête judiciaire n'a pas permis d'établir de lien entre les affaires Agusta et Cools.

## Postérité
L'affaire, largement médiatisée à l'époque, avec « Les trois Guy », conserve une notoriété dans les années 2010.
L'affaire est prise comme étalon de référence par la presse. Ainsi, en novembre 2016, Le Vif/L'Express évoque le Kazakhgate en titrant « Kazakhgate : l'affaire Agusta du MR ? » tandis qu'en janvier 2017, Libération fait allusion à l'affaire Agusta dans un article sur « la caisse noire de la famille Dassault ».